# Corpus Aristotelicum
Corpus Aristotelicum är de verk av Aristoteles som har överlevt från antiken genom transkriptioner under medeltiden. 

## Aristotles verk (angivna medBekker-numrering)
Följande lista är ej komplett. 

### Logik (Organon)
- (1a) Kategorier (or Categoriae)
- (16a) De Interpretatione ("On Interpretation"), översatt år 2000 av Börje Bydén, utgiven i en volym med Om sofistiska vederläggningar av Bokförlaget Thales.
- (24a) Första analytiken, översatt 2020 av Per-Erik Malmnäs (Analytica Priora)
- (71a) Andra analytiken (or Analytica Posteriora)
- (100a) Topiken (or Topica)
- (164a) Om sofistiska vederläggningar (på grekiska Peri sophistikon elenchon), översatt år 2000 av Börje Bydén (se även De Sophisticis Elenchis)

### Fysik (studier av naturen)
- (184a) Fysik (or Physica), finns översatt till svenska av Charlotta Weigelt och utgiven på Bokförlaget Thales 2017.
- (268a) On the Heavens (or De Caelo)
- (314a) On Generation and Corruption (or De Generatione et Corruptione)
- (338a) Meteorology (or Meteorologica)
- (391a) On the Universe** (or De Mundo)
- (402a) Om själen (or De Anima) (översatt till svenska av Johannes Gabrielsson, Björck & Börjesson, 1925)
- The Parva Naturalia ("Little Physical Treatises"):
  - (436a) Sense and Sensibilia (or De Sensu et Sensibilibus)
  - (449b) On Memory (or De Memoria et Reminiscentia)
  - (453b) On Sleep (or De Somno et Vigilia)
  - (458a) On Dreams (or De Insomniis)
  - (462b) On Divination in Sleep (or De Divinatione per Somnum)
  - (464b) On Length and Shortness of Life (or De Longitudine et Brevitate Vitae)
  - (467b) On Youth, Old Age, Life and Death, and Respiration (or De Juventute et Senectute, De Vita et Morte, De Respiratione)
- (481a) On Breath** (or De Spiritu)
- (486a) History of Animals (or Historia Animalium)[död länk]
- (639a) Om djurens delar (Peri zōōn moriōn) (översättning Ingemar Düring, K. Rydin, T. Wikström, Göteborg, 1941)
- (698a) Movement of Animals (or De Motu Animalium)
- (704a) Progression of Animals (or De Incessu Animalium)
- (715a) Generation of Animals (or De Generatione Animalium)
- Minor works:
  - (791a) On Colors** (or De Coloribus)
  - (800a) On Things Heard** (or De audibilibus)
  - (805a) Physiognomonics** (or Physiognomonica)
  - (815a) On Plants** (or De Plantis)
  - (830a) On Marvellous Things Heard** (or De mirabilibus auscultationibus)
  - (847a) Mechanics** (or Mechanica)
- (859a) Problems* (or Problemata)
- Minor works:
  - (968a) On Indivisible Lines** (or De Lineis Insecabilibus)
  - (973a) The Situations and Names of Winds** (or Ventorum Situs)
  - (974a) On Melissus, Xenophanes, and Gorgias**

### Metafysik
- (980a) Metaphysics (or Metaphysica)

### Etik och politik
- (1094a) Den nikomachiska etiken
- (1181a) Magna Moralia* ("Great Ethics")
- (1214a) Eudemiska etiken (på antik grekiska Ἠθικὰ Εὐδήμεια)
- (1249a) On Virtues and Vices** (or De Virtutibus et Vitiis Libellus)
- (1252a) Politiken (or Politica)
- (1343a) Economics* (or Oeconomica)

### Retorik och litteratur
- (1354a) Retoriken, översatt till svenska 2022 av Johanna Akujärvi (or Ars Rhetorica)
- (1420a) Rhetoric to Alexander** (or Rhetorica ad Alexandrum)
- (1447a) Om diktkonsten (på grekiska Peri poietikes, ofta omtalad under sin latinska titel De Poetica)

## Verk av Aristoteles utan Bekker-numrering

### Athenarnas statsförfattning
Athenarnas statsförfattning (eller Athenaiōn Politeia) fanns inte med i Bekkers utgåva eftersom texten återfanns senare i en papyrusrulle i Egypten. 

### Fragment
I den tredje volymen av Bekkers utgåva, editerad av Valentin Rose, finns fragment från Aristoteles förlorade verk. Dessa är inte Bekker-numrerade utan har istället fragmentnummer. 